# Jakob Auer
Pour les articles homonymes, voir Auer.
Jakob Auer (né vers 1645 à Haimingerberg/Höpperg, mort en 1706 à Grins) est un sculpteur autrichien.

## Biographie

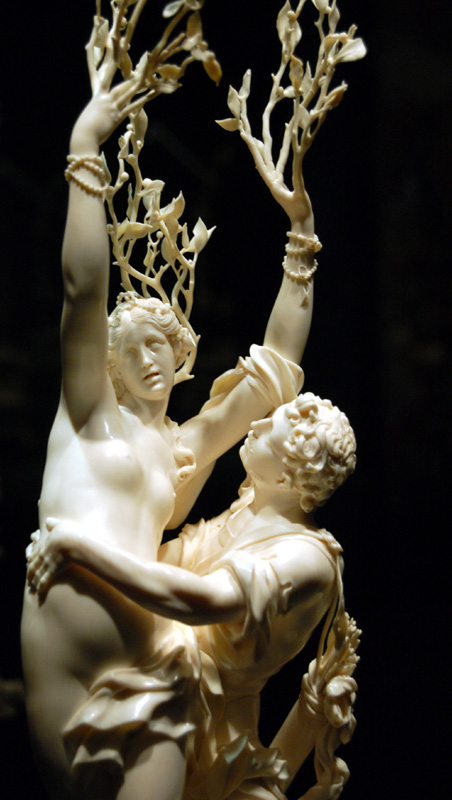
Apollon et Daphné, vers 1688.

Il apprend son métier auprès de Michael Lechleitner, dont il épouse la fille. De 1671 à 1673, il travaille dans l'Ötztal, le maître-autel de l'église de Zwieselstein lui est attribué. En 1673 il succède au maître à la direction de son atelier. Il travaille le bois, l'ivoire, la pierre et le marbre, généralement dans des œuvres de dimensions réduites
Sa première œuvre authentifiée est un relief en ivoire La Chute d'Adam de 1677. Il fait preuve d'une grande habileté dans la sculpture et qui sont très appréciées à son époque, comme Le Jugement de Paris. Il développe un style éclectique, influencé principalement par Bernini, Jean Bologne et Rubens. Sa technique est raffinée et fait preuve d'attention aux détails, privilégiant les compositions dominées par la forme en spirale ascendante.